# Storia della mafia siracusana

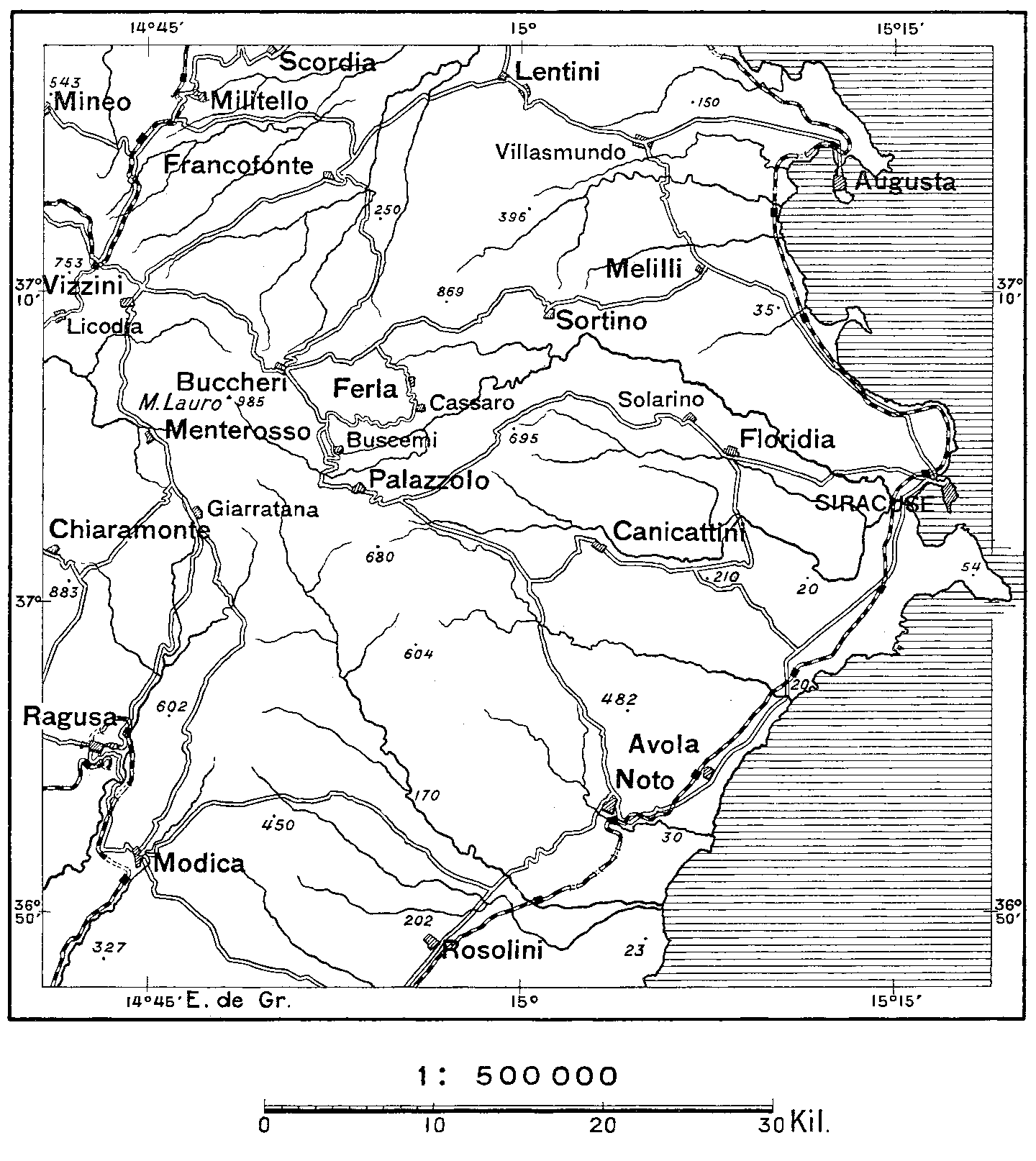
La mappa della provincia di Siracusa.

Il fenomeno della mafia a Siracusa divenne evidente solo a partire dagli anni settanta. Infatti in passato quella di Siracusa era stata definita “provincia babba” (in lingua siciliana bonaria, innocente, priva di malizia) per la presunta assenza di cosa nostra e di atti legati alla criminalità organizzata.

## Storia

### Gli albori negli anni '70
Il fondatore vero e proprio della criminalità organizzata aretusea fu Agostino Urso, detto u prufissuri, perché durante la sua detenzione nel carcere di Augusta (detenzione causata da un accoltellamento ad un tunisino nella pizzeria in cui lavorava), dopo aver letto il libro La mano nera, decise di fondare negli anni settanta il clan intestato a suo nome assieme al fratello Carmelo Urso e il cugino Carmelo Urso detto "Scacciata" ed altri personaggi storici della malavita siracusana tra cui Totuccio Schiavone, Nunzio Rizza e Salvatore Silvestri, Salvatore Belfiore detto "u cinisi", anch'essi detenuti. Il suo clan per anni ha dominato la città gestendone soprattutto il racket delle estorsioni e delle bische clandestine, degli appalti.
Nell'estate 1981, si ruppero alcuni equilibri all'interno del clan, con le scissioni dal gruppo madre di Rizza e Schiavone fondarono due cosche distinte che portavano i loro nomi. Dopo questa mezza rivoluzione, il clan Urso non controllerà più l'intera città in quanto, dopo un apposito summit, i tre gruppi stabilirono di comune accordo di spartirsi le zone cittadine: ad Urso andò l'isola di Ortigia con il mercato ittico ed ortofrutticolo, mentre ai clan Rizza e Schiavone tutta la terraferma a partire dalla Borgata Santa Lucia fino al viale Teracati.
Nemmeno gli accordi di spartizione del territorio bastarono a placare le faide che imperversarono al primo segno di tradimento, con l'estorsione di denaro presso un'attività commerciale nel territorio degli Urso. Quindi nell'estate del 1981 il boss Rizza venne eliminato con un plateale agguato ordinato da Agostino u prufissure.
Altri clan della criminalità organizzata aretusea che si imposero in quegli anni nella provincia erano:
- Clan Nardo, storicamente capeggiato da Sebastiano Nardo, detto "Neddu u' lintinisi", "uomo d'onore" della famiglia catanese di Benedetto Santapaola, che operava nei comuni di Lentini, Carlentini, Augusta e Francofonte[3];
- Clan Aparo, operante nei comuni di Floridia, Solarino e Sortino sotto la guida dei fratelli Antonio e Concetto Aparo[4]. L'esponente di spicco del clan nella zona di Floridia era Nunzio Salafia, indagato e poi prosciolto dal giudice Giovanni Falcone perché sospettato di essere tra gli esecutori materiali della strage della circonvallazione e dell'omicidio di Carlo Alberto Dalla Chiesa sulla base delle "confidenze" di Armando Di Natale, contrabbandiere siracusano di armi e droga ucciso in un agguato in Piemonte nel 1982[5][6]. Nel 1992 Salafia venne anche accusato dal collaboratore di giustizia Leonardo Messina di essere un sicario al soldo delle cosche nissene[7];
- Clan Trigila, guidato dal boss Antonio Trigila (detto Pinuccio Pinnintula), che opera nella zona sud, riguardante i comuni di Noto, Pachino, Avola e Rosolini[8]. Referente del clan per la zona di Avola fu il pregiudicato Michele Crapula[9][10].

Questi tre clan rappresentavano l'appendice in territorio siracusano della potente Famiglia Santapaola-Ercolano di Catania mentre il clan Urso-Bottaro era tradizionalmente legato ai Cursoti e ai Cappello, nemici storici dei Santapaola.
Alcuni esponenti storici della malavita siracusana:
- Angelo Bottaro[11];
- Antonio Veneziano;
- Salvatore Genovese, detto Turiddo;
- Liberante Romano;
- Giarratana Stefano, detto u chimicu nipote del boss Salvatore Belfiore detto u cinisi;
- Orazio Scarso;
- Michele Midolo;
- Restuccia Giuseppe;
- Ernando Di Paola
- Ragona Antonino, detto Ninu u Palimmitanu;
- Giovanni Latino;
- Di Stefano Salvatore, detto Turuzzu u Niuru;
- Di Benedetto Giuseppe, detto U Piattaru;
- Spataro Benedetto;
- Spataro Salvatore.

Nel 1986 l'allora Ministro degli Interni Oscar Luigi Scalfaro presentò un rapporto al Parlamento sullo stato della mafia nelle varie province siciliane e, per la prima volta, attribuì lo "status" di territorio mafioso anche per Siracusa (fino ad allora considerata immune al fenomeno), citando espressamente i clan Urso-Bottaro, Schiavone, Belfiore e Nardo come emergenti e con pericolosi e diretti rapporti con uomini di spicco della mafia catanese, soprattutto nel campo del traffico di stupefacenti.

### La faida degli anni '80 e '90
Solo Totuccio Schiavone con il suo gruppo resistettero fino a quando il reggente si dette alla latitanza, sostenendo così la famiglia Urso che nel frattempo veniva affiancata dal clan Bottaro retto da Salvatore Bottaro. Le due cosche infatti presero la nuova denominazione di "Urso-Bottaro", e controllando quasi interamente Siracusa si resero protagonisti di una sanguinosa faida contro i clan cittadini del boss Salvatore Belfiore detto u cinìsi (ucciso nel maggio 1992 dagli Urso) e di Santa Panagia, appoggiati dai clan Nardo, Aparo e Trigila, che provocò diversi morti, attentati e stragi (come quella al Bar Moka di Ortigia l'11 novembre 1988 con due morti e quattro feriti), tanto da suscitare l'attenzione dell'allora Alto commissario antimafia Domenico Sica, che si recò in visita a Siracusa nell'agosto 1988, nel momento in cui in città si contava un omicidio al giorno. Fra le vittime di quella faida che insanguinò anche l'intera provincia aretusea, vi fu l'omicidio del superboss Agostino Urso, ucciso il 28 giugno 1992 al Lido Sayonara in località Fontane Bianche su ordine del boss Sebastiano Nardo: dalla sua scomparsa iniziò l'ascesa del gruppo Bottaro che si prefissò l'obiettivo di colmare il vuoto lasciato da u prufissuri. "Neddu" Nardo ordinò anche la tristemente nota "strage di Cassibile" il 19 aprile dello stesso anno per eliminare alcuni uomini del boss Giuseppe Di Salvo, capoclan di Scordia (CT) e suo ex alleato, che infine decideva di costituirsi ai carabinieri per sfuggire alle vendette trasversali ed iniziava a collaborare con la giustizia.

### L'espansione del fenomeno
La vicenda dell'Irish pub è emblematica della difficoltà dello Stato a portare avanti il contrasto alla Mafia. Il proprietario Bruno Piazzese venne fatto oggetto di estorsione e ricatto per la posa di macchinette videopocker. Al suo rifiuto sono iniziati una serie di attentati dolosi che hanno danneggiato l'attività.
Nel 2007 è stato riaperto (per la quarta volta) dopo i 3 precedenti incendi dolosi. Sito nel centro storico aretuseo è divenuto subito il simbolo della lotta alla criminalità, in particolare contro il racket delle estorsioni. Il proprietario, divenuto presidente dell'Associazione Antiracket di Siracusa, ha sposato la causa della legalità denunciando i suoi estortori. La ricostruzione ex novo del locale è stata finanziata dal fondo antiracket Tuttavia dopo alcuni anni, il locale è stato venduto.
Nel 1989 Nardo incaricò un suo uomo di fiducia, Francesco Pattarino (figlio illegittimo del boss catanese Francesco Mangion, braccio destro di Santapaola), di prendere le redini del clan di Santa Panagia; tuttavia nel 1993 Pattarino iniziò a collaborare con la giustizia e venne considerato uno dei primi "pentiti" provenienti dalla mafia siracusana. Sempre nello stesso periodo collaborò con la giustizia anche Concetto Sparatore, membro del clan Urso-Bottaro, il quale rese numerose dichiarazioni sui rapporti tra i clan siracusani e la politica e, per vendetta, gli venne ucciso il fratello nel 2001.
Con la fine degli anni novanta e l'inizio del nuovo millennio i gruppi Bottaro e Santa Panagia decidono di monopolizzare insieme i settori delle estorsioni e del traffico di droga in città e nei comuni limitrofi; a questi si aggiungerà il gruppo Attanasio, capeggiato dall'emergente e spietato boss Alessio Attanasio (attualmente detenuto presso il carcere di Viterbo con la condanna definitiva di 18 anni), genero dello sopraccitato storico capomafia Salvatore Bottaro che assieme ad un gruppo di giovanissimi salì alla ribalta nella primavera del 1995 durante la guerra contro il gruppo di Santa Panagia che intendeva conquistare l'intera città a discapito degli Urso-Bottaro.

### Anni 2000

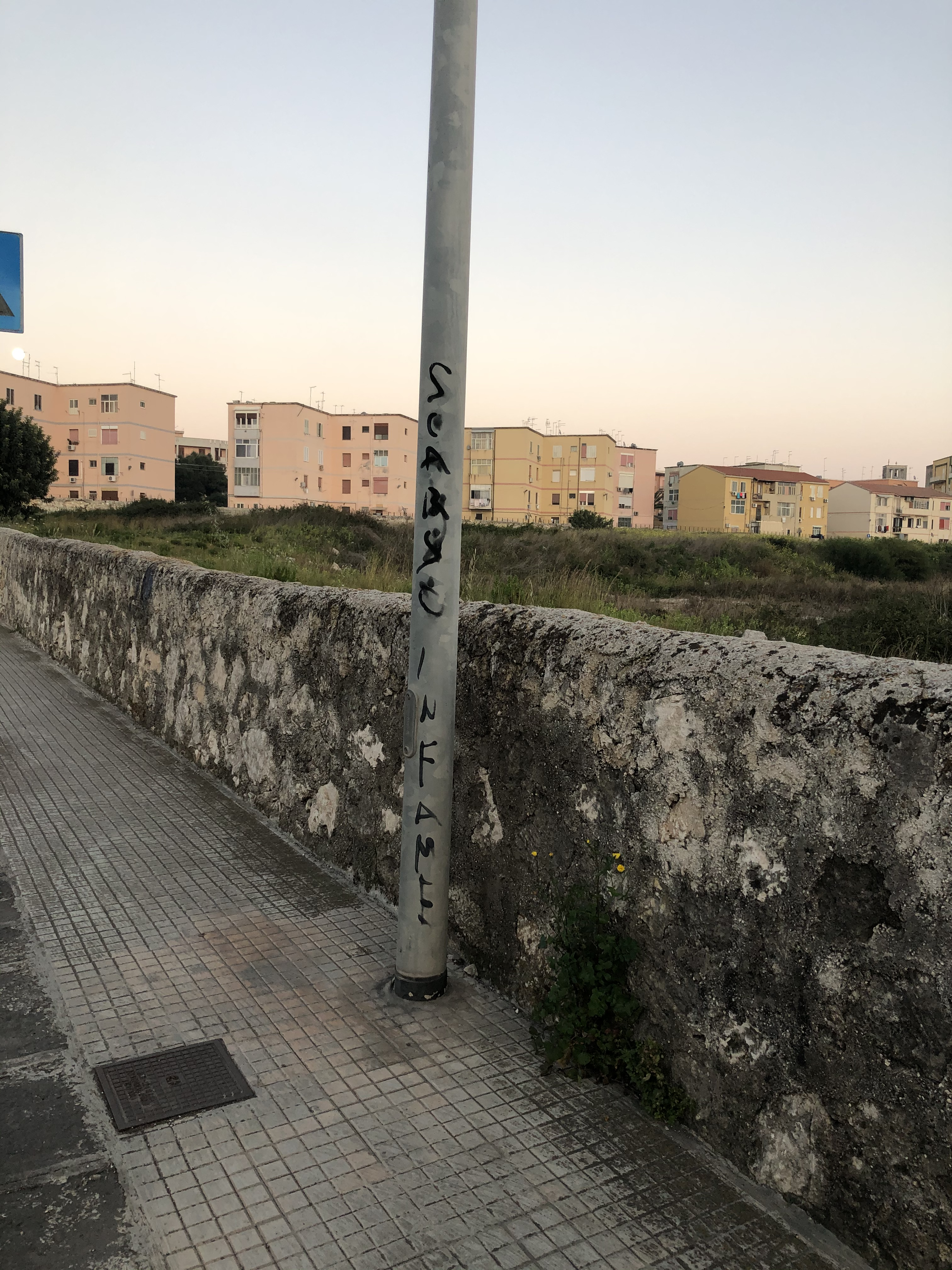
Intimidazioni mafiose contro gli Scarso

Nel maggio 2005 il boss Bottaro, già condannato all'ergastolo e al regime del 41 bis, si suicida con alcuni colpi di pistola nella sua abitazione; questa morte inciderà non poco sulla criminalità siracusana, che da quel momento verrà pilotata dal clan Attanasio, che assieme al clan del quartiere Borgata (gruppo composto da vecchi e nuovi appartenenti del clan Attanasio-Bottaro che hanno dato i natali a tale organizzazione criminale) e Santa Panagia controllata da Giovanni Latino affiliato al clan Aparo-Nardo-Trigilia è divenuta la realtà mafiosa più potente della città e della Provincia, dato che i tentacoli dell'organizzazione si sono spinti oltre i confini di Siracusa.

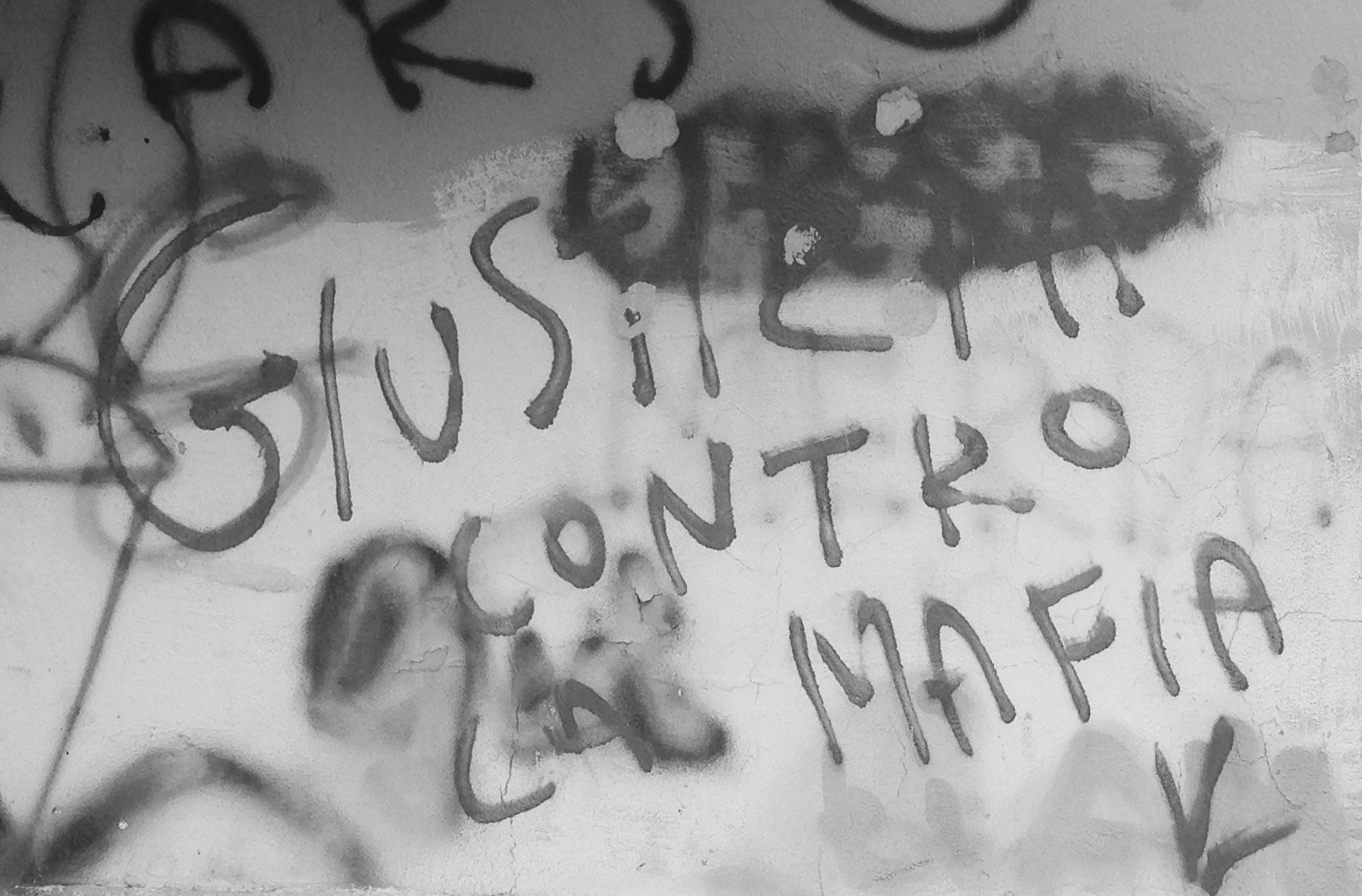
Un graffito a Siracusa

Negli ultimi mesi importanti operazioni della direzione distrettuale antimafia di Catania, hanno ridimensionato quasi completamente la mappa malavitosa siracusana: il 17 luglio 2007 viene smantellato sul nascere il nuovo gruppo di Santa Panagia rivitalizzato dai suoi più alti esponenti da poco scarcerati: la cosca aveva in serbo mire egemoni in città e non solo. Nel novembre 2007 sono state colpite le famiglie Attanasio-Bottaro grazie a 63 arresti.
Secondo il rapporto 2013 della DIA il clan Nardo controllerebbe le zone di Augusta e Lentini, gli Aparo Solarino e Floridia, mentre il clan Trigila la zona di Noto. Siracusa sarebbe divisa in due zone di influenza, nella parte nord la zona sarebbe controllata dal cosiddetto clan di S. Panagia riconducibile ai clan Aparo, Nardo e Trigila, mentre in Ortigia vi sarebbe il clan Bottaro-Attanasio.
Il comune di Augusta, sciolto per mafia nel 2013 ha visto una serie di indagati di cui si attende il giudizio definitivo.
Il 20 aprile 2017 dopo lunghe indagini da parte della DIA e della questura e dei Carabinieri sono stati arrestati i vertici del clan Bottaro-Attanasio dedito allo spaccio di stupefacenti. Filmato anche dagli stessi inquirenti un summit mafioso in via Cannizzo.
Nella seconda metà del 2017 in città si è manifestata una recrudescenza del fenomeno estorsivo con una serie di attentati dolosi a varie attività commerciali a pochi giorni di distanza. L'episodio più inquietante è avvenuto a novembre quando è stata incendiata l'auto della moglie del sindaco di Siracusa Giancarlo Garozzo. A questo si sono aggiunte le minacce esplicite al giornalista Paolo Borrometi da parte di Francesco De Carolis, elemento di spicco del clan Attanasio-Bottaro, il giornalista segue da tempo le vicende della mafia tra Siracusa e Ragusa. La vicenda ha un importante risalto mediatico e fa balzare alle cronache la realtà mafiosa di Siracusa e in provincia. Il rapporto 2017 della DIA conferma per Siracusa la presenza di una pax mafiosa che consente il mantenimento dei traffici di stupefacenti, del pizzo e nei settori agroalimentari.
Il 10 aprile del 2018, nell'ordinanza del Gip di Catania, viene reso pubblico il tentativo di attentato, con particolari agghiaccianti («Ogni tanto un murticeddu vedi che serve... per dare una calmata a tutti» così affermava un mafioso nelle intercettazioni), nei confronti del giornalista antimafia Paolo Borrometi, che doveva essere realizzato dal clan Cappello di Catania su richiesta del clan Giuliano di Pachino, il quale dominava incontrastato l'intero mercato ortofrutticolo della zona dopo aver siglato una "pax mafiosa" con il clan rivale dei Trigila.
Il 26 gennaio 2021 viene annunciata la volontà di Francesco “Cesco” Capodieci, considerato uno dei maggiori trafficanti di droga, di collaborare con la giustizia.